# Clethra kebarensis
Clethra kebarensis är en tvåhjärtbladig växtart som beskrevs av Herman Otto Sleumer. Clethra kebarensis ingår i släktet Clethra och familjen Clethraceae. Inga underarter finns listade i Catalogue of Life.